# Josef Kalmer
Josef Kalmer, eigentlich Josef Kalmus, auch Joseph Kalmer (geboren 17. August 1898 in Nehrybka, Bezirk Przemyśl, Österreich-Ungarn; gestorben 9. Juli 1959 in Wien) war ein österreichisch-britischer Journalist und Schriftsteller.

## Leben
Josef Kalmus war ein Sohn des Gutsverwalters Max Kalmus, der im Ersten Weltkrieg mit der Familie nach Wien floh und dort Beamter im Handelsministerium wurde. Kalmus hatte einen Bruder. Er besuchte die Schule in Czernowitz und wechselte 1915 in das K. K. Sophien-Gymnasium in Wien. Nach der Matura meldete er sich freiwillig zum Kriegsdienst.
Nach Kriegsende begann Kalmer, wie er sich nun nannte, seine literarische Tätigkeit. Er verfasste zwischen 1919 und 1928 Gedichte, Aufsätze und Übersetzungen (etwa „Aufschwung“, „Neue Erde“, „Menorah“, „Renaissance“, „Die Wage“ und „Das Zelt“). Ab den 1920ern betreute er die Reihe „Phalanx. Bibliothek für die Internationale des Geistes“ im Verlag der Wiener Graphischen Werkstätte und war für die beiden letzten Ausgaben der Zeitschrift „Ver!“ wie auch von 1921 bis 1925 für Lajos Kassáks ungarische Avantgarde-Zeitschrift „Ma“ (in deren Wiener Exiljahren) verantwortlicher Redakteur. 
Nach dem Anschluss Österreichs wurde er von der Gestapo verhaftet und war im improvisierten Gefängnis im Brigittenauer Gymnasium in der Karajangasse in Wien eingesperrt. In Folge konnte Kalmer im August 1938 in die Tschechoslowakei und 1939 ins Vereinigte Königreich flüchten. 1940 war er als Enemy Alien auf der Isle of Man interniert und gab eine Lagerzeitung heraus. Danach arbeitete er bis 1951 für die Presseagentur des Ministry of Information. Kalmer erhielt 1947 die britische Staatsbürgerschaft.  Er verfasste Artikel für diverse Exilzeitschriften wie „Zeitung“ und „Zeitspiegel“. Mit seiner Ehefrau Erica Ehrenfest (1913–1986) betrieb er die Literaturagentur Kalmer und vertrat Autoren wie Günther Anders, Fritz Brügel, Hans Flesch-Brunningen, Erich Fried, Marlen Haushofer, Hilde Spiel und Hermynia zur Mühlen. Für den Wiener Europa-Verlag war er auch als Übersetzer tätig. Er sorgte für die Verbreitung asiatischer Literatur in Deutschland und England.

## Schriften (Auswahl)
- Flug durch die Landschaft. Wien: Zahn u. Diamant 1927
- Europäische Lyrik der Gegenwart 1900-1925 in Nachdichtungen. Hrsg. und übers. von Josef Kalmer, Wien: Zahn u. Diamant 1927
- Ludwig Huyn; Josef Kalmer: Abessinien. Afrikas Unruhe-Herd, Salzburg: Bergland Verlag 1935 (in mehrere Sprachen übersetzt)